# Abdullah Mayouf
Abdullah Mayouf (1953. december 3. –) kuvaiti válogatott labdarúgóhátvéd.